# Brasão do Distrito Federal (Brasil)
O brasão do Distrito Federal é o emblema heráldico e um dos símbolos oficiais do Distrito Federal brasileiro.

## História
O brasão foi idealizado pelo heraldista Guilherme de Almeida e oficializado pelo Decreto n.º 11, de 12 de setembro de 1960. Propositalmente buscando fugir da heráldica tradicional, o desenho aspira formas modernas e inovadoras, à semelhança da arquitetura da capital federal brasileira, criada por Oscar Niemeyer.

## Descrição heráldica
O brasão, cujo formato e inspirado em forma de um pilotis da colunata do Palácio da Alvorada, é composto em sinople e ouro. Observando-o, percebemos que as cores, todavia, não são do mesmo tom dos da bandeira nacional, assemelhando-se as utilizadas na bandeira do Distrito Federal. Carrega, ao centro, um escudo quadrangular verde com a chamada Cruz de Brasília, composta de quatro flechas divergentes que simbolizam a ação centrífuga do poder, e encimada por uma mesa de reuniões, a servir de coronel, que indica ser ali o lugar do Congresso Nacional. Abaixo, em latim, o mote do Distrito Federal: venturis ventis (“aos ventos que hão de vir”).

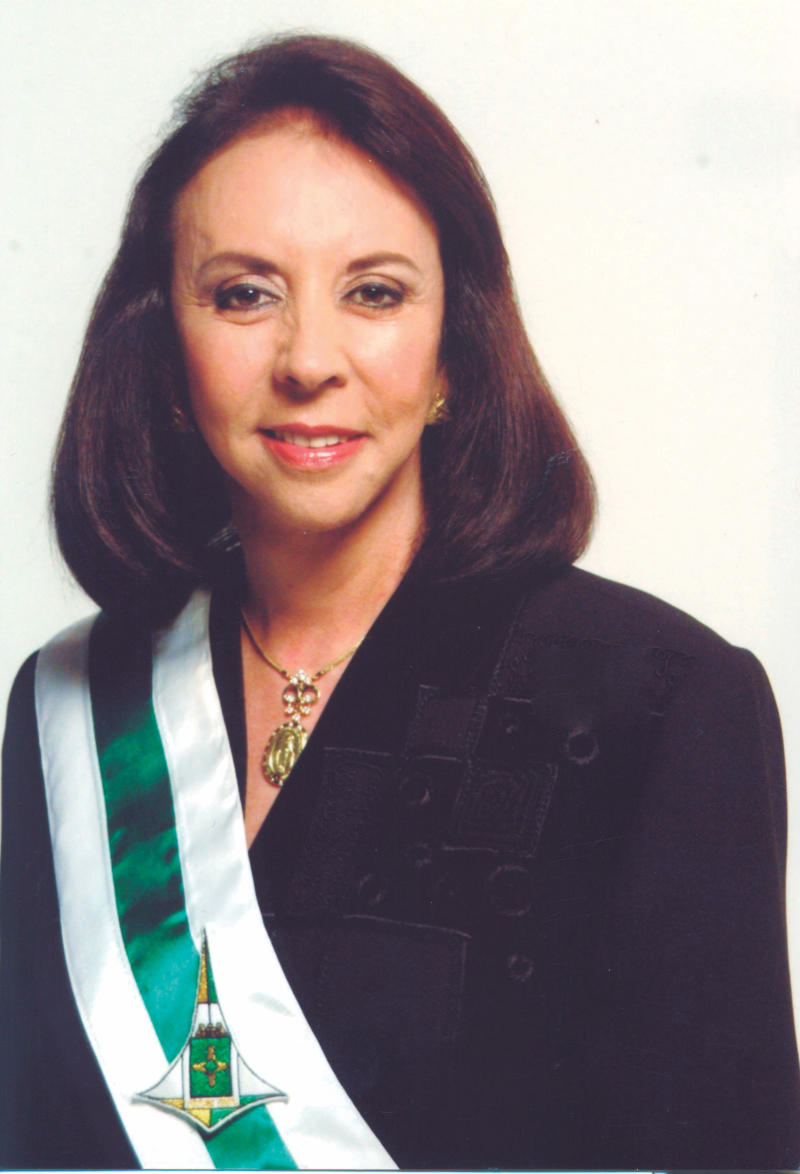
O brasão na Faixa governamental do Distrito Federal no retrato oficial de Maria de Lourdes Abadia
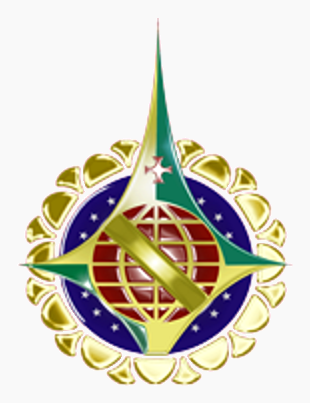
Compondo o brasão da Polícia Militar do Distrito Federal
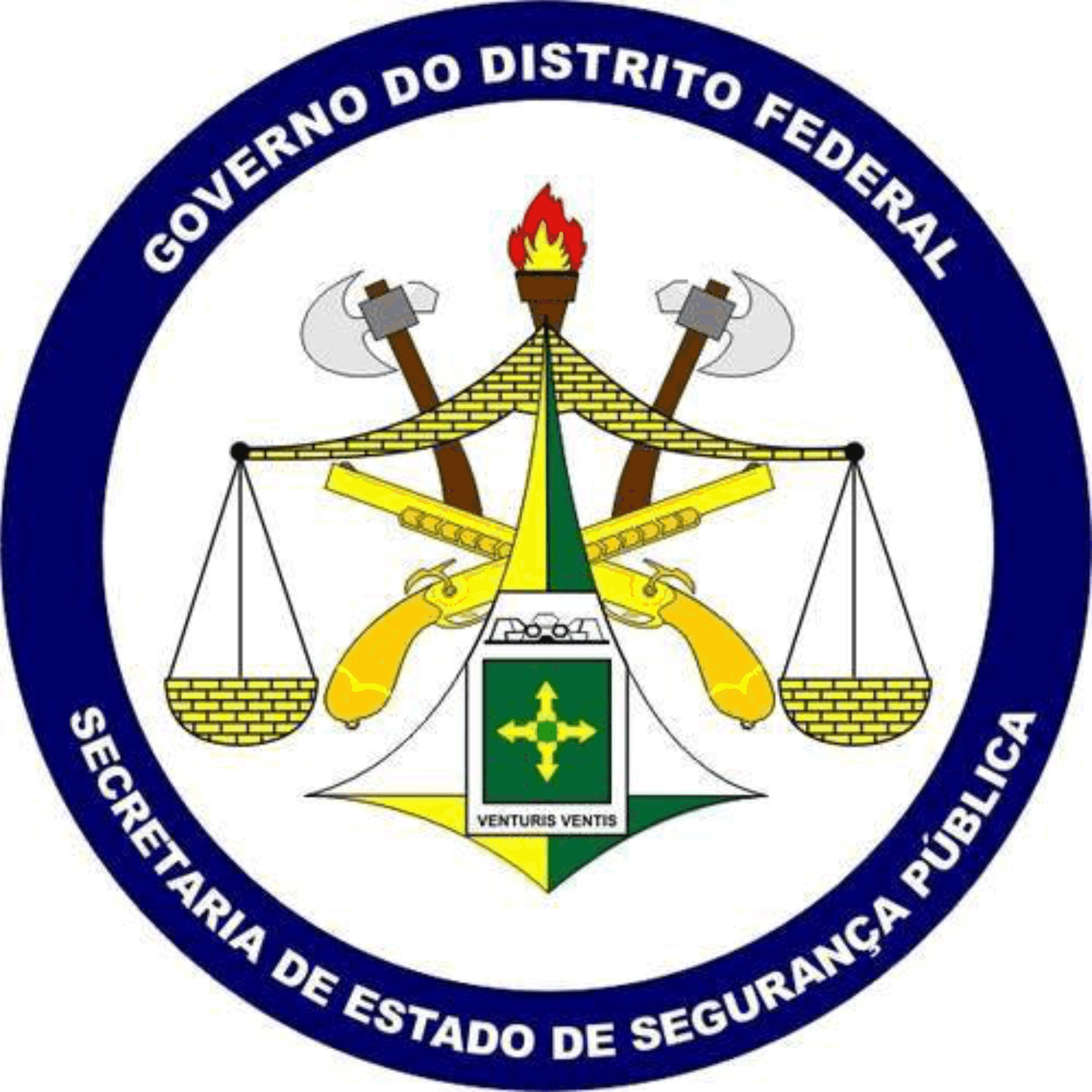
No emblema da SSP-DP.